# Alfred R. Conkling
Alfred Ronalds Conkling (Nueva York, 28 de septiembre de 1850-Nueva York, 18 de septiembre de 1917) fue un autor estadounidense.

## Biografía
Hijo de Frederick Augustus y Eleonora (Ronalds) Conkling, nació el 28 de septiembre de 1850 en la ciudad de Nueva York. Su padre, un comerciante de la empresa Conkling, Barnes & Sheppard, fue miembro de la Legislatura de Nueva York en 1854, 1859 y 1860, así como congresista entre 1861 y 1863; era a su vez hijo del juez Alfred Conkling y de Eliza (Cockburn) Conkling, descendiente de Ananias Conkling, que emigró a los Estados Unidos desde Nottingham, Inglaterra, en 1648, instalándose en Amagansett, Long Island. Los antecesores de su madre, que era hija de Thomas A. y Maria D. (Lorillard) Ronalds, se remontaban hasta James Ronalds, quien emigró a América desde Escocia hacia 1750, instalándose en Nueva York.
Estudió la preparatoria en escuelas privadas de Morristown, New Jersey, y Yonkers, Nueva York, así como en la escuela del profesor G. W. Clarke en Nueva York. Ingresó en la Scientific School de Yale en 1866, pero no completó sus estudios allí hasta 1870, durante el año escolar 1869-1870 fue también estudiante en la School of Medicine. Se especializó en minas y metalurgia, y después de graduarse pasó un año en Harvard estudiando mineralogía. En 1873 pasó un semestre estudiando ciencias naturales en la Universidad de Berlín. Entre 1875 y 1877 trabajó como geólogo del Cuerpo de Ingenieros del Ejército de los Estados Unidos, interviniendo en diversos estudios en Colorado. Los dos años siguientes los invirtió estudiando derecho en Columbia, donde recibió el grado de LL.B. en 1879. Entonces comenzó a ejercer como abogado en Nueva York, práctica que continuaría hasta su muerte. Políticamente fue republicano. Entre 1881 y 1882 fue fiscal de distrito asistente, entre 1887 y 1888 alderman, y en 1892, y de nuevo en 1895, miembro de la Legislatura de Nueva York. También fue miembro de la National Municipal League. Se casó el 11 de abril de 1896, en Nueva York, con Ethel Eastman, hija de Eastman and Elizabeth (Bulkley) Johnson, de la que más tarde se separó. Tuvo tres hijas: Muriel Ronalds Lorillard, Olga Louise Gwendolyn y Vivian E.; falleció en Nueva York el 18 de diciembre de 1917, siendo enterrado en el cementerio de Greenwood, Brooklyn. El hermano de Conkling, Frederick G. Conkling, se graduó en 1869 y murió dos años más tarde. Otro hermano, Howard Conkling, se graduó de la New York Law School en 1896. Su primo, Alfred C. Coxe, Jr., recibió su B.A. en Yale en 1901.
Hizo contribuciones ocasionales a distintos periódicos y fue el autor  de Appleton's Guide to Mexico (1884), The Life and Letters of Roscoe Conkling (1889), City Government in the United States (1894) y A Handbook for Voters (1894). También se le considera publicista de asuntos concernientes al gobierno de la ciudad y la geología.